# 巴黎圣母院 (1956年电影)
《巴黎圣母院》（法語：Notre-Dame de Paris）是1956年根据雨果小说《鐘樓駝俠》改编的电影。

## 主要演员及配音
| 演員                                | 角色                                | 中文配音 |
| 吉娜·劳洛勃丽吉达 Gina Lollobrigida | 艾丝美兰达 Esméralda                | 李梓     |
| 安东尼·奎恩 Anthony Quinn           | 卡西莫多 Quasimodo                  | 时汉威   |
| 阿兰·屈尼 Alain Cuny                | 神父富洛娄 Claude Frollo            | 邱岳峰   |
| 让·达内 Jean Danet                  | 卫队长菲比思 Phoebus de Chateaupers | 胡庆汉   |
| 罗伯特·伊尔施 Robert Hirsch         | 诗人甘果瓦 Pierre Gringoire         | 伍经纬   |

## 影響
它是巴黎1956-57年間最賣座的電影，共賣出1,064,061張票，票房收入達603,000美元。它也是法國當年入座率第三高的電影，共有5,687,222人觀看。